# Sapingia salsa
Sapingia salsa är en insektsart som beskrevs av Nielson 1983. Sapingia salsa ingår i släktet Sapingia och familjen dvärgstritar. Inga underarter finns listade i Catalogue of Life.